# Christian Thiessen
Christian Thiessen (* 1966 in Lübeck) ist ein deutscher Politiker der Piratenpartei. Er war vom 12. Juli 2014 bis zum 31. Januar 2016 Vorsitzender der Piratenpartei Schleswig-Holstein.

## Leben
Thiessen wurde 1966 in Lübeck geboren, wuchs aber in Oldenburg in Holstein auf. Er hat zwei Geschwister. In Eutin machte er die Ausbildung zum Fachwirt Telekom. Nach einiger Zeit in München und Elmshorn zog er 1989 nach Sylt, wo er seitdem für den Betrieb der auf Sylt anlandenden Seekabel zuständig ist. In seiner Jugend war er in der örtlichen Kirchengemeinde und im Christlichen Verein Junger Menschen (CVJM) aktiv. Auch während seiner Zeit in München und Elmshorn war er in den dortigen CVJM aktiv.

## Politisches Engagement
Thiessen wurde am 12. Juli 2014 auf dem Landesparteitag in Henstedt-Ulzburg von gut siebzig akkreditierten Piraten aus ganz Schleswig-Holstein zum neuen Landesvorsitzenden gewählt. Mit 81,54 Prozent der abgegebenen Stimmen setzte sich Thiessen deutlich gegenüber einem Mitbewerber durch. Der bisherige Amtsinhaber Sven Stückelschweiger war nach zwei Amtszeiten nicht wieder angetreten.